# Liste Schweizer Schriftsteller
Dies ist eine Liste mit Verfassern literarischer Werke aus der Schweiz, nach den vier Schweizer Sprachgruppen sortiert. Für die Deutschschweiz sollen nur Autoren mit bereits bestehenden Artikeln eingefügt werden; für die Romandie, die Italienische Schweiz und die Rumantschia ist der Eintrag aller relevanten Autoren erwünscht.

## Autoren der deutschen Schweiz
| Name                            | Geburts- und Sterbejahr | Infos                                                              |
| ------------------------------- | ----------------------- | ------------------------------------------------------------------ |
| Johannes Aal                    | um 1500–1551            | Theologe, Komponist und Dramatiker                                 |
| Franz Heinrich Achermann        | 1881–1946               | Schriftsteller und Geistlicher, „Der Schweizer Karl May“           |
| Jürg Acklin                     | 1945                    | Schriftsteller und Psychoanalytiker                                |
| Kurt Aebli                      | 1955                    | Schriftsteller                                                     |
| Ursi Anna Aeschbacher           | 1951                    | Schriftstellerin und Verlegerin                                    |
| Gabrielle Alioth                | 1955                    | Schriftstellerin                                                   |
| Freddy Allemann                 | 1957                    | Schriftsteller                                                     |
| Urs Allemann                    | 1948–2024               | Schriftsteller und Journalist                                      |
| Katja Alves                     | 1961                    | Schriftstellerin                                                   |
| Jürg Amann                      | 1947–2013               | Schriftsteller                                                     |
| Endo Anaconda                   | 1955–2022               | Singer-Songwriter und Schriftsteller                               |
| Renato P. Arlati                | 1936–2005               | Schriftsteller                                                     |
| Bernhard von Arx                | 1924–2012               | Schriftsteller                                                     |
| Urs Augstburger                 | 1965                    | Journalist und Schriftsteller                                      |
| Guido Bachmann                  | 1940–2003               | Schriftsteller                                                     |
| Karin Bachmann                  | 1969                    | Schriftstellerin                                                   |
| Dres Balmer                     | 1949                    | Schriftsteller und Journalist                                      |
| Ernst Balzli                    | 1902–1959               | Mundartschriftsteller                                              |
| Konrad Bänninger                | 1890–1981               | Schriftsteller                                                     |
| Hans Ulrich Bänziger            | 1938                    | Psychologe und Schriftsteller                                      |
| Lukas Bärfuss                   | 1971                    | Schriftsteller und Dramatiker                                      |
| Sacha Batthyany                 | 1973                    | Journalist und Schriftsteller                                      |
| Elisabeth Baumann-Schlachter    | 1887–1941               | Schriftstellerin                                                   |
| Margot S. Baumann               | 1964                    | Schriftstellerin                                                   |
| Margrit Baur                    | 1937–2017               | Schriftstellerin                                                   |
| Jürg Beeler                     | 1957                    | Schriftsteller                                                     |
| Sibylle Berg                    | 1962                    | Schriftstellerin und Dramatikerin                                  |
| Rosmarie Bernasconi             | 1954                    | Schriftstellerin und Verlegerin                                    |
| Urs Berner                      | 1944                    | Schriftsteller                                                     |
| Peter J. Betts                  | 1941–2019               | Schriftsteller                                                     |
| Maja Beutler                    | 1936–2021               | Schriftstellerin und Dramatikerin                                  |
| Peter Beutler                   | 1942                    | Lehrer, Politiker und Schriftsteller                               |
| Peter Bichsel                   | 1935–2025               | Schriftsteller und Kolumnist                                       |
| Elisabeth Binder                | 1951                    | Schriftstellerin                                                   |
| Arthur Bitter                   | 1821–1872               | Schriftsteller und Journalist                                      |
| Silvio Blatter                  | 1946                    | Schriftsteller                                                     |
| Ruth Blum                       | 1913–1975               | Schriftstellerin                                                   |
| Johann Jakob Bodmer             | 1698–1783               | Philologe, Übersetzer und Autor                                    |
| Hans Boesch                     | 1926–2003               | Schriftsteller                                                     |
| Armin Bollinger                 | 1913–1995               | Historiker und Schriftsteller                                      |
| Lina Bögli                      | 1858–1941               | Erste Schweizer Reiseschriftstellerin                              |
| Franz Böni                      | 1952–2023               | Schriftsteller                                                     |
| Karl Viktor von Bonstetten      | 1745–1832               | Schriftsteller                                                     |
| Jakob Bosshart                  | 1862–1924               | Schriftsteller                                                     |
| Ulrich Bräker                   | 1735–1798               | Schriftsteller                                                     |
| Rainer Brambach                 | 1917–1983               | Schriftsteller                                                     |
| Christine Brand                 | 1973                    | Schriftstellerin und Journalistin                                  |
| Beat Brechbühl                  | 1939                    | Schriftsteller und Verleger                                        |
| Jonas Breitenstein              | 1828–1877               | Pfarrer und Schriftsteller                                         |
| Johann Jakob Breitinger         | 1701–1776               | Philologe und Autor                                                |
| Irena Brežná                    | 1950                    | Schriftstellerin und Journalistin                                  |
| Dominik Brun                    | 1948                    | Schriftsteller                                                     |
| Werner Bucher                   | 1938–2019               | Schriftsteller, Herausgeber und Verleger                           |
| Jakob Bührer                    | 1882–1975               | Schriftsteller und Journalist                                      |
| Hanspeter Bundi                 | 1953                    | Journalist und Schriftsteller                                      |
| Zora del Buono                  | 1962                    | Journalistin und Schriftstellerin                                  |
| Hermann Burger                  | 1942–1989               | Schriftsteller                                                     |
| Erika Burkart                   | 1922–2010               | Dichterin                                                          |
| Ernst Burren                    | 1944                    | Mundartschriftsteller                                              |
| Rudolf Bussmann                 | 1947                    | Schriftsteller und Übersetzer                                      |
| Iso Camartin                    | 1944                    | Essayist und Fernsehmoderator                                      |
| Arno Camenisch                  | 1978                    | Schriftsteller (auch in rätoromanischer Sprache)                   |
| Josef Maria Camenzind           | 1904–1984               | Priester und Schriftsteller                                        |
| Monica Cantieni                 | 1965                    | Schriftstellerin                                                   |
| Alex Capus                      | 1961                    | Schriftsteller                                                     |
| Gion Mathias Cavelty            | 1974                    | Schriftsteller                                                     |
| Federica de Cesco               | 1938                    | Schriftstellerin                                                   |
| August Corrodi                  | 1826–1885               | Schriftsteller                                                     |
| Claude Cueni                    | 1956                    | Schriftsteller                                                     |
| Margrit von Dach                | 1946                    | Schriftstellerin und Übersetzerin                                  |
| Erich von Däniken               | 1935                    | Autor der Prä-Astronautik und Schriftsteller                       |
| Enrico Danieli                  | 1952                    | Arzt und Schriftsteller                                            |
| Martin R. Dean                  | 1955                    | Schriftsteller                                                     |
| Mitra Devi                      | 1963–2018               | Schriftstellerin, Filmemacherin und bildende Künstlerin            |
| Walter Matthias Diggelmann      | 1927–1979               | Schriftsteller                                                     |
| Julian Dillier                  | 1922–2001               | Mundartautor und Radioredaktor                                     |
| Fritz H. Dinkelmann             | 1950                    | Journalist und Schriftsteller                                      |
| Rolf Dobelli                    | 1966                    | Schriftsteller                                                     |
| Franz Dodel                     | 1949                    | Schriftsteller und Theologe                                        |
| Edmund Dorer                    | 1831–1890               | Dichter, Hispanist und Übersetzer                                  |
| Michael Düblin                  | 1964                    | Schriftsteller                                                     |
| Friedrich Dürrenmatt            | 1921–1990               | Schriftsteller, Dramatiker und Maler                               |
| Ralph Dutli                     | 1954                    | Lyriker, Essayist und Übersetzer                                   |
| Adelheid Duvanel                | 1936–1996               | Schriftstellerin                                                   |
| Ernst Eggimann                  | 1936–2015               | Schriftsteller                                                     |
| Ursula Eggli                    | 1944–2008               | Schriftstellerin und Aktivistin                                    |
| Werner J. Egli                  | 1943                    | Schriftsteller                                                     |
| Luise Egloff                    | 1802–1835               | Dichterin                                                          |
| Serge Ehrensperger              | 1935–2013               | Schriftsteller                                                     |
| Albert Ehrismann                | 1908–1998               | Lyriker                                                            |
| Doris Eicke                     | 1901–1987               | Volksschriftstellerin                                              |
| Lisa Elsässer                   | 1951                    | Schriftstellerin                                                   |
| Ruth Erat                       | 1951                    | Lehrerin, Schriftstellerin, Malerin und Politikerin                |
| Nanny von Escher                | 1855–1932               | Schriftstellerin                                                   |
| Urs Faes                        | 1947                    | Schriftsteller                                                     |
| Robert Faesi                    | 1883–1972               | Germanist und Schriftsteller                                       |
| Alfred Fankhauser               | 1890–1973               | Schriftsteller und Astrologe                                       |
| Gottfried Fankhauser            | 1870–1962               | Schriftsteller und Sonntagsschulpädagoge                           |
| Konrad Farner                   | 1903–1974               | Kunsthistoriker, Essayist und Schriftsteller                       |
| Franz Fassbind                  | 1919–2003               | Schriftsteller, Hörbuchautor, Komponist                            |
| Heinrich Federer                | 1866–1928               | Priester und Schriftsteller                                        |
| Jürg Federspiel                 | 1931–2007               | Schriftsteller                                                     |
| Maurus Federspiel               | 1974                    | Schriftsteller und Journalist                                      |
| Daniel Fehr                     | 1980                    | Schriftsteller, Kinderbuchautor und Spieleautor                    |
| Michael Fehr                    | 1982                    | Schriftsteller                                                     |
| Andrea Fischer Schulthess       | 1969                    | Journalistin und Schriftstellerin                                  |
| Catalin Dorian Florescu         | 1967                    | Psychologe und Schriftsteller                                      |
| Martin Frank                    | 1950                    | Schriftsteller und Übersetzer                                      |
| Dante Andrea Franzetti          | 1959–2015               | Schriftsteller und Journalist                                      |
| Otto Frei                       | 1924–1990               | Journalist und Schriftsteller                                      |
| Adolf Frey                      | 1855–1920               | Schriftsteller und Literaturhistoriker                             |
| Eleonore Frey                   | 1939                    | Schriftstellerin und Literaturwissenschaftlerin                    |
| Dieter Fringeli                 | 1942–1999               | Germanist, Literaturkritiker und Schriftsteller                    |
| Max Frisch                      | 1911–1991               | Architekt und Schriftsteller                                       |
| Katja Fusek                     | 1968                    | Schriftstellerin                                                   |
| Alice Gabathuler                | 1961                    | Schriftstellerin und Verlegerin                                    |
| Hans Peter Gansner              | 1953–2021               | Schriftsteller und Übersetzer                                      |
| Hans Ganz                       | 1890–1957               | Schriftsteller, Maler und Komponist                                |
| Raffael Ganz                    | 1923–2004               | Schriftsteller                                                     |
| Romana Ganzoni                  | 1967                    | Schriftstellerin                                                   |
| René Gardi                      | 1909–2000               | Reiseschriftsteller und Jugendbuchautor                            |
| Max Geilinger                   | 1884–1948               | Jurist und Dichter                                                 |
| Christoph Geiser                | 1949                    | Schriftsteller                                                     |
| Katharina Geiser                | 1956                    | Schriftstellerin                                                   |
| Rolf Geissbühler                | 1941–2010               | Schriftsteller                                                     |
| Pamphilus Gengenbach            | um 1480–1524/25         | Schriftsteller                                                     |
| Maja Gerber-Hess                | 1946                    | Kinder- und Jugendbuchautorin                                      |
| Elisabeth Gerter                | 1895–1955               | Schriftstellerin                                                   |
| Max Gertsch                     | 1893–1979               | Jurist und Schriftsteller                                          |
| Salomon Gessner                 | 1730–1788               | Idyllendichter, Maler und Grafiker                                 |
| Alex Gfeller                    | 1947                    | Schriftsteller                                                     |
| Simon Gfeller                   | 1868–1943               | Mundartdichter                                                     |
| Judith Giovannelli-Blocher      | 1932–2024               | Schriftstellerin und Publizistin                                   |
| Friedrich Glauser               | 1896–1938               | Schriftsteller                                                     |
| Edith Gloor                     | 1942                    | Schriftstellerin                                                   |
| Eugen Gomringer                 | 1925                    | Schriftsteller                                                     |
| Georg Gotthart                  | 1552?–1619              | Eisenkrämer und Dichter                                            |
| Lea Gottheil                    | 1975                    | Schriftstellerin                                                   |
| Jeremias Gotthelf               | 1797–1854               | Pfarrer und Schriftsteller                                         |
| André Grab                      | 1952                    | Schriftsteller                                                     |
| Ariane von Graffenried          | 1978                    | Schriftstellerin und Spoken-Word-Performerin                       |
| Otto von Greyerz                | 1863–1940               | Germanist, Pädagoge und Mundartschriftsteller                      |
| Dana Grigorcea                  | 1979                    | Schriftstellerin                                                   |
| Walter Gross                    | 1924–1999               | Lyriker                                                            |
| Karl Grunder                    | 1880–1963               | Mundartdichter                                                     |
| Manfred Gsteiger                | 1930–2020               | Romanist, Übersetzer und Schriftsteller                            |
| Kurt Guggenheim                 | 1896–1983               | Schriftsteller                                                     |
| Werner Johannes Guggenheim      | 1895–1946               | Schauspieler, Dramatiker, Dramaturg und Übersetzer                 |
| Franz Guillimann                | um 1568–1612            | Historiker und Poet                                                |
| Philipp Gurt                    | 1968                    | Schriftsteller                                                     |
| Alexander Xaver Gwerder         | 1923–1952               | Schriftsteller                                                     |
| Sophie Haemmerli-Marti          | 1868–1942               | Lehrerin und Mundartautorin                                        |
| Stefan Haenni                   | 1958                    | Maler und Schriftsteller                                           |
| Peter Haffner                   | 1953                    | Journalist und Schriftsteller                                      |
| Ulrich Christian Haldi          | 1944–2003               | Schriftsteller                                                     |
| Albrecht von Haller             | 1708–1777               | Dichter und Gelehrter                                              |
| Christian Haller                | 1943                    | Schriftsteller                                                     |
| Ina Haller                      | 1972                    | Schriftstellerin                                                   |
| Lilli Haller                    | 1874–1935               | Pädagogin und Schriftstellerin                                     |
| Paul Haller                     | 1882–1920               | Pfarrer und Schriftsteller                                         |
| Ernst Halter                    | 1938                    | Schriftsteller und Publizist                                       |
| Jürg Halter                     | 1980                    | Musiker (Kutti MC) und Schriftsteller                              |
| Reto Hänny                      | 1947                    | Schriftsteller                                                     |
| Anita Hansemann                 | 1962–2019               | Schriftstellerin                                                   |
| Arthur Häny                     | 1924–2019               | Schriftsteller und Übersetzer                                      |
| Frieda Hartmann                 | 1893–1986               | Schriftstellerin                                                   |
| Jakob Hartmann                  | 1876–1956               | Volksschriftsteller                                                |
| Lukas Hartmann                  | 1944                    | Schriftsteller                                                     |
| Eveline Hasler                  | 1933                    | Schriftstellerin                                                   |
| Sabine Haupt                    | 1959                    | Schriftstellerin und Literaturwissenschaftlerin                    |
| Monika Hausammann               | 1973                    | Schriftstellerin                                                   |
| Frieda Hauswirth                | 1886–1974               | Schriftstellerin und Weltenbürgerin                                |
| Jakob Christoph Heer            | 1859–1925               | Heimatschriftsteller                                               |
| Ulrich Hegner                   | 1759–1840               | Jurist und Volksschriftsteller                                     |
| Alexander Heimann               | 1937–2003               | Krimiautor                                                         |
| Erwin Heimann                   | 1909–1991               | Schriftsteller                                                     |
| Kurt Held                       | 1897–1959               | Kinderbuchautor                                                    |
| David Hess                      | 1770–1843               | Schriftsteller und Karikaturist                                    |
| Hermann Hesse                   | 1877–1962               | Dichter, Literaturnobelpreis-Träger                                |
| Hermann Hiltbrunner             | 1893–1961               | Dichter und Reiseschriftsteller                                    |
| Hans Rudolf Hilty               | 1925–1994               | Schriftsteller und Publizist                                       |
| Ludwig Hohl                     | 1904–1980               | Schriftsteller                                                     |
| August E. Hohler                | 1925–2002               | Psychologe und Schriftsteller                                      |
| Franz Hohler                    | 1943                    | Schriftsteller, Kabarettist und Liedermacher                       |
| Arthur Honegger                 | 1924–2017               | Journalist und Schriftsteller                                      |
| Rolf Hörler                     | 1933–2007               | Lyriker                                                            |
| Otto Höschle                    | 1952                    | Schriftsteller und Übersetzer                                      |
| Heinrich Hössli                 | 1784–1864               | Schriftsteller                                                     |
| Mirjam H. Hüberli               | 1975                    | Schriftstellerin                                                   |
| Annette Hug                     | 1970                    | Schriftstellerin                                                   |
| Alfred Huggenberger             | 1867–1960               | Bauer und Schriftsteller                                           |
| Sandra Hughes                   | 1966                    | Schriftstellerin                                                   |
| Rudolf Jakob Humm               | 1895–1977               | Schriftsteller und Übersetzer                                      |
| Thomas Hürlimann                | 1950                    | Schriftsteller                                                     |
| Rahel Hutmacher                 | 1944                    | Schriftstellerin                                                   |
| Kurt Hutterli                   | 1944                    | Schriftsteller                                                     |
| Paul Ilg                        | 1875–1957               | Schriftsteller                                                     |
| Al Imfeld                       | 1935–2017               | Schriftsteller und Publizist                                       |
| Karl Imfeld                     | 1931–2020               | Pfarrer, Schriftsteller, Mundartforscher und Volkskundler          |
| Pierre Imhasly                  | 1939–2017               | Schriftsteller und Übersetzer                                      |
| Meinrad Inglin                  | 1893–1971               | Schriftsteller                                                     |
| Felix Philipp Ingold            | 1942                    | Schriftsteller, Übersetzer, Slawist                                |
| Andreas Iten                    | 1936                    | Schriftsteller und Politiker                                       |
| Petra Ivanov                    | 1967                    | Schriftstellerin                                                   |
| Erwin Jaeckle                   | 1909–1997               | Schriftsteller, Journalist und Politiker                           |
| Urs Jaeggi                      | 1931–2021               | Schriftsteller, Maler und Bildhauer                                |
| Sam Jaun                        | 1935–2018               | Krimiautor                                                         |
| Matthyas Jenny                  | 1945–2021               | Buchhändler, Verleger, Schriftsteller                              |
| Zoë Jenny                       | 1974                    | Schriftstellerin                                                   |
| Louis Jent                      | 1936–2014               | Schriftsteller                                                     |
| Hanna Johansen                  | 1939–2023               | Schriftstellerin                                                   |
| Peter Jost                      | 1952                    | Schriftsteller, Theater- und Hörspielautor                         |
| Ingeborg Kaiser                 | 1930                    | Schriftstellerin                                                   |
| Isabelle Kaiser                 | 1866–1925               | Schriftstellerin                                                   |
| André Kaminski                  | 1923–1991               | Schriftsteller                                                     |
| Edith Kammer                    | 1932–2022               | Schriftstellerin                                                   |
| Urs Karpf                       | 1938                    | Schriftsteller                                                     |
| Walther Kauer                   | 1935–1987               | Schriftsteller                                                     |
| Christoph Keller                | 1963                    | Schriftsteller                                                     |
| Gottfried Keller                | 1819–1890               | Dichter                                                            |
| Rosemarie Keller                | 1937                    | Journalistin und Schriftstellerin                                  |
| Stefan Keller                   | 1958                    | Schriftsteller, Historiker und Journalist                          |
| Ulrich Knellwolf                | 1942                    | Pfarrer und Krimiautor                                             |
| Erwin Koch                      | 1956                    | Schriftsteller und Journalist                                      |
| Guido Kolb                      | 1928–2007               | katholischer Seelsorger und Autor                                  |
| Robert E. Konrad                | 1926–1951               | Lyriker und Übersetzer                                             |
| Joseph Vital Kopp               | 1906–1966               | Schriftsteller und Priester                                        |
| Dora Koster                     | 1939–2017               | Schriftstellerin und Malerin                                       |
| Christian Kracht                | 1966                    | Schriftsteller und Journalist                                      |
| Pjotr Kraska                    | 1946–2016               | Schriftsteller und Stadtoriginal                                   |
| Tim Krohn                       | 1965                    | Schriftsteller                                                     |
| Arnold Kübler                   | 1890–1983               | Schriftsteller und Schauspieler                                    |
| Heinrich Kuhn                   | 1939                    | Schriftsteller, Texter                                             |
| Tanja Kummer                    | 1976                    | Schriftstellerin                                                   |
| Tom Kummer                      | 1961                    | Journalist und Schriftsteller                                      |
| Meral Kureyshi                  | 1983                    | Schriftstellerin                                                   |
| Markus Kutter                   | 1925–2005               | Schriftsteller, Historiker und Werber                              |
| Hedwig Kym                      | 1860–1949               | Lyrikerin und Frauenrechtlerin                                     |
| Jürg Laederach                  | 1945–2018               | Schriftsteller                                                     |
| Siegfried Lang                  | 1887–1970               | Philologe, Lyriker, Übersetzer                                     |
| Lorenz Langenegger              | 1980                    | Schriftsteller                                                     |
| Susy Langhans-Maync             | 1911–2003               | Schriftstellerin                                                   |
| Rolf Lappert                    | 1958                    | Schriftsteller                                                     |
| Simone Lappert                  | 1985                    | Schriftstellerin                                                   |
| Maria Lauber                    | 1891–1973               | Schriftstellerin                                                   |
| Johann Kaspar Lavater           | 1741–1801               | Pfarrer, Philosoph und Schriftsteller                              |
| Peter Lehner                    | 1922–1987               | Lyriker und „Zerzähler“                                            |
| Pedro Lenz                      | 1965                    | Schriftsteller                                                     |
| Helene von Lerber               | 1896–1963               | Pädagogin und Schriftstellerin                                     |
| Noëmi Lerch                     | 1987                    | Schriftstellerin                                                   |
| Gertrud Leutenegger             | 1948–2025               | Schriftstellerin, Regieassistentin                                 |
| Heinrich Leuthold               | 1827–1879               | Dichter, Übersetzer und Journalist                                 |
| Charles Lewinsky                | 1946                    | Drehbuchautor und Schriftsteller                                   |
| Simon Libsig                    | 1977                    | Schriftsteller und Slam-Poet                                       |
| Meinrad Lienert                 | 1865–1933               | Schriftsteller, Mundart- und Heimatdichter                         |
| Otto Hellmut Lienert            | 1897–1965               | Schriftsteller, Lyriker, Journalist                                |
| Roger Lille                     | 1956–2014               | Theaterpädagoge und Schriftsteller                                 |
| Nicolas Lindt                   | 1954                    | Schriftsteller, Erzähler                                           |
| François Loeb                   | 1940                    | Schriftsteller                                                     |
| Hugo Loetscher                  | 1929–2009               | Schriftsteller                                                     |
| Cécile Ines Loos                | 1877–1959               | Schriftstellerin                                                   |
| Carl Albert Loosli              | 1877–1959               | Schriftsteller und Journalist                                      |
| Martin Loosli                   | 1956                    | Maler und Schriftsteller                                           |
| Ruth Loosli                     | 1959                    | Schriftstellerin                                                   |
| Lorenz Lotmar                   | 1945–1980               | Schriftsteller                                                     |
| Emil Ludwig                     | 1892–1948               | Schriftsteller                                                     |
| Jan Lurvink                     | 1965                    | Schriftsteller                                                     |
| Jonas Lüscher                   | 1976                    | Schriftsteller                                                     |
| Ida Lüthold-Minder              | 1902–1986               | Schriftstellerin                                                   |
| Maria Lutz-Gantenbein           | 1902–1986               | Lyrikerin                                                          |
| Robert Mächler                  | 1909–1996               | Schriftsteller und Journalist                                      |
| Christoph Mangold               | 1939–2014               | Schriftsteller                                                     |
| Urs Mannhart                    | 1975                    | Schriftsteller                                                     |
| Otto Marchi                     | 1942–2004               | Schriftsteller und Journalist                                      |
| Hugo Marti                      | 1893–1937               | Germanist, Redaktor und Schriftsteller                             |
| Kurt Marti                      | 1921–2017               | Pfarrer und Schriftsteller                                         |
| Werner Marti                    | 1920–2013               | Schriftsteller und Mundartforscher                                 |
| Virgilio Masciadri              | 1963–2014               | Schriftsteller, Übersetzer und Dozent                              |
| Stephan Mathys                  | 1968                    | Schriftsteller                                                     |
| Mani Matter                     | 1936–1972               | Liedermacher                                                       |
| Adolf Maurer                    | 1883–1976               | Pfarrer und Schriftsteller                                         |
| Mariella Mehr                   | 1947–2022               | jenische Schriftstellerin                                          |
| Niklaus Meienberg               | 1940–1993               | Schriftsteller und Journalist                                      |
| Gerhard Meier                   | 1917–2008               | Schriftsteller                                                     |
| Helen Meier                     | 1929–2021               | Schriftstellerin                                                   |
| Herbert Meier                   | 1928–2018               | Schriftsteller und Übersetzer                                      |
| Jürgmeier                       | 1951                    | Publizist und Schriftsteller                                       |
| Pedro Meier                     | 1941                    | Schriftsteller, Lyriker und Künstler                               |
| Pirmin Meier                    | 1947                    | Schriftsteller                                                     |
| Simone Meier                    | 1970                    | Schriftstellerin und Journalistin                                  |
| Maria Meinen                    | 1905–1992               | Schriftstellerin und Tänzerin                                      |
| Daniele Meocci                  | 1964                    | Kinderbuchautor                                                    |
| Pascal Mercier                  | 1944–2023               | Philosoph und Schriftsteller                                       |
| Klaus Merz                      | 1945                    | Schriftsteller und Erwachsenenbildner                              |
| Clemens Mettler                 | 1936–2020               | Schriftsteller                                                     |
| Felix Mettler                   | 1945–2019               | Schriftsteller und Veterinärmediziner                              |
| Michel Mettler                  | 1966                    | Dramaturg, Musiker und Schriftsteller                              |
| Conrad Ferdinand Meyer          | 1825–1898               | Dichter                                                            |
| E. Y. Meyer                     | 1946                    | Schriftsteller                                                     |
| Fritz Meyer                     | 1914–1964               | Schriftsteller                                                     |
| Olga Meyer                      | 1889–1972               | Jugendbuchautorin                                                  |
| Thomas Meyer                    | 1974                    | Schriftsteller und Drehbuchautor                                   |
| Elisabeth Meylan                | 1937                    | Schriftstellerin                                                   |
| Daniel Mezger                   | 1978                    | Schriftsteller und Schauspieler                                    |
| Francesco Micieli               | 1956                    | Schriftsteller                                                     |
| Albert Minder                   | 1879–1965               | jenischer Schriftsteller und Maler                                 |
| Felix Moeschlin                 | 1882–1969               | Schriftsteller, Journalist und Nationalrat                         |
| Gianna Molinari                 | 1988                    | Schriftstellerin                                                   |
| Perikles Monioudis              | 1966                    | Schriftsteller                                                     |
| Roger Monnerat                  | 1949                    | Journalist und Schriftsteller                                      |
| Fritz Morgenthaler              | 1919–1984               | Psychoanalytiker und Autor                                         |
| Hans Morgenthaler               | 1890–1928               | Schriftsteller                                                     |
| Hans Albrecht Moser             | 1882–1978               | Prosaschriftsteller                                                |
| Milena Moser                    | 1963                    | Schriftstellerin                                                   |
| Elisabeth Müller                | 1885–1977               | Schriftstellerin und Jugendbuchautorin                             |
| Andreas Münzner                 | 1967                    | Schriftsteller und Übersetzer                                      |
| Adolf Muschg                    | 1934                    | Germanist und Schriftsteller                                       |
| Melinda Nadj Abonji             | 1968                    | Schriftstellerin und Performerin                                   |
| Ernst Nägeli                    | 1919–1996               | Schriftsteller                                                     |
| Andreas Neeser                  | 1964                    | Schriftsteller                                                     |
| Rolf Niederhauser               | 1951                    | Schriftsteller                                                     |
| Andreas Niedermann              | 1956                    | Schriftsteller und Verleger                                        |
| Paul Nizon                      | 1929                    | Schriftsteller                                                     |
| René Oberholzer                 | 1963                    | Lehrer, Schriftsteller und Performer                               |
| Urs Oberlin                     | 1919–2008               | Schriftsteller und Zahnarzt                                        |
| Urs Odermatt                    | 1955                    | Drehbuch- und Theaterautor                                         |
| Meret Oppenheim                 | 1913–1985               | Surrealistische Künstlerin und Lyrikerin                           |
| Lorenz Pauli                    | 1967                    | Schriftsteller und Erzähler                                        |
| Erica Pedretti                  | 1930–2022               | Schriftstellerin, Objektkünstlerin und Malerin                     |
| Johann Heinrich Pestalozzi      | 1746–1827               | Schriftsteller und Pädagoge                                        |
| Maja Peter                      | 1969                    | Schriftstellerin                                                   |
| Rudolf Peyer                    | 1929–2017               | Schriftsteller und Übersetzer                                      |
| Robert Pilchowski               | 1909–1990               | Schriftsteller                                                     |
| Vera Piller                     | 1949–1983               | Lyrikerin                                                          |
| Thomas Platter der Ältere       | 1499–1582               | Humanist                                                           |
| Andreas Pritzker                | 1945                    | Schriftsteller                                                     |
| Max Pulver                      | 1889–1952               | Schriftsteller, Psychologe und Graphologe                          |
| Kuno Raeber                     | 1922–1992               | Lyriker und Romancier                                              |
| Markus Ramseier                 | 1955–2019               | Germanist und Schriftsteller                                       |
| Sabine Reber                    | 1970                    | Schriftstellerin                                                   |
| René Regenass                   | 1935–2024               | Schriftsteller und Bildhauer                                       |
| Linus Reichlin                  | 1957                    | Journalist und Schriftsteller                                      |
| Hans Reinhart                   | 1880–1963               | Dichter und Mäzen                                                  |
| Josef Reinhart                  | 1875–1957               | Volksschriftsteller                                                |
| Gustav Renker                   | 1889–1967               | Journalist und Schriftsteller                                      |
| Dominik Riedo                   | 1974                    | Germanist und Schriftsteller                                       |
| Christine Rinderknecht          | 1954                    | Dramaturgin, Theaterleiterin und Schriftstellerin                  |
| Werner Rohner                   | 1975                    | Schriftsteller                                                     |
| Eva Roth                        | 1974                    | Lektorin und Schriftstellerin                                      |
| Theres Roth-Hunkeler            | 1953                    | Journalistin und Schriftstellerin                                  |
| Karl Rühmann                    | 1959                    | Schriftsteller und Übersetzer                                      |
| Simona Ryser                    | 1969                    | Schriftstellerin, Sängerin, Hörspielregisseurin, Journalistin      |
| Adolf Saager                    | 1879–1949               | Schriftsteller, Journalist                                         |
| Marc P. Sahli                   | 1972                    | Schriftsteller                                                     |
| Joseph Saladin                  | 1901–1984               | Schriftsteller                                                     |
| Johannes Salat                  | 1498–1561               | Chronist und Dramatiker                                            |
| Johann Gaudenz von Salis-Seewis | 1762–1834               | Dichter                                                            |
| N. O. Scarpi                    | 1888–1980               | Schriftsteller und Übersetzer                                      |
| Isolde Schaad                   | 1944                    | Schriftstellerin, Publizistin                                      |
| Klaus Schädelin                 | 1918–1987               | Pfarrer, Politiker und Schriftsteller                              |
| Jakob Schaffner                 | 1875–1944               | Schriftsteller                                                     |
| Brigitte Schär                  | 1958                    | Schriftstellerin und Sängerin                                      |
| Urs Schaub                      | 1951                    | Regisseur und Krimiautor                                           |
| Walter Schenker                 | 1943–2018               | Schriftsteller                                                     |
| Hansjörg Schertenleib           | 1957                    | Schriftsteller                                                     |
| Dora Schlatter                  | 1855–1915               | Schriftstellerin und Pädagogin                                     |
| Guido Schmezer                  | 1924–2019               | Schriftsteller                                                     |
| Ludwig Ferdinand Schmid         | 1823–1888               | Kaufmann und Lyriker (Pseudonym: Dranmor)                          |
| Susy Schmid                     | 1964                    | Schriftstellerin                                                   |
| Werner Schmidli                 | 1939–2005               | Schriftsteller                                                     |
| Hansjörg Schneider              | 1938                    | Schriftsteller                                                     |
| Hermann Schneider               | 1901–1973               | Schriftsteller und Redaktor                                        |
| Kristin T. Schnider             | 1960                    | Schriftstellerin                                                   |
| Margrit Schriber                | 1939                    | Schriftstellerin                                                   |
| Jürg Schubiger                  | 1936–2014               | Schriftsteller                                                     |
| Margaretha Schwab-Plüss         | 1881–1967               | Schriftstellerin                                                   |
| Susanna Schwager                | 1959                    | Schriftstellerin                                                   |
| Adam Schwarz                    | 1990                    | Schriftsteller und Journalist                                      |
| Hans Schwarz                    | 1895–1965               | Schriftsteller und Journalist                                      |
| Annemarie Schwarzenbach         | 1908–1942               | Schriftstellerin und Reisejournalistin                             |
| Ruth Schweikert                 | 1964–2023               | Schriftstellerin                                                   |
| Monique Schwitter               | 1972                    | Schauspielerin und Schriftstellerin                                |
| Sibylle Severus                 | 1937                    | Geigenbauerin und Schriftstellerin                                 |
| Anita Siegfried                 | 1948                    | Schriftstellerin                                                   |
| Stephan Sigg                    | 1983                    | Theologe, Schriftsteller und Verleger                              |
| Andrea Simmen                   | 1960–2005               | Schriftstellerin                                                   |
| Christoph Simon                 | 1972                    | Schriftsteller                                                     |
| Ernst Solèr                     | 1960–2008               | Schriftsteller und Journalist                                      |
| René Sommer                     | 1954                    | Dichter                                                            |
| Gerold Späth                    | 1939                    | Schriftsteller                                                     |
| Joseph Spillmann                | 1842–1905               | Jugendschriftsteller                                               |
| Esther Spinner                  | 1948                    | Schriftstellerin                                                   |
| Carl Spitteler                  | 1845–1924               | Literaturnobelpreis-Träger                                         |
| Bettina Spoerri                 | 1968                    | Schriftstellerin                                                   |
| C. M. Spoerri                   | 1983                    | Schriftstellerin                                                   |
| Johanna Spyri                   | 1827–1901               | Schriftstellerin                                                   |
| Hans Stalder                    | 1921–2017               | Mundartautor                                                       |
| Heinz Stalder                   | 1939                    | Schriftsteller (auch Mundart) und Journalist                       |
| Karl Stamm                      | 1890–1919               | Lyriker                                                            |
| Peter Stamm                     | 1963                    | Schriftsteller                                                     |
| Verena Stefan                   | 1947–2017               | Schriftstellerin                                                   |
| Albert Steffen                  | 1884–1963               | Schriftsteller und Anthroposoph                                    |
| Bruno Steiger                   | 1946                    | Schriftsteller                                                     |
| Otto Steiger                    | 1909–2005               | Schriftsteller und Radio-Nachrichtensprecher                       |
| Flavio Steimann                 | 1945                    | Schriftsteller                                                     |
| Roger Stein                     | 1975                    | Autor, Lyriker & Liedermacher                                      |
| Michelle Steinbeck              | 1990                    | Schriftstellerin                                                   |
| Jens Steiner                    | 1975                    | Schriftsteller                                                     |
| Jörg Steiner                    | 1930–2013               | Schriftsteller                                                     |
| Beat Sterchi                    | 1949                    | Schriftsteller                                                     |
| Franziska Stoecklin             | 1894–1931               | Schriftstellerin und Künstlerin                                    |
| Claudia Storz                   | 1948                    | Schriftstellerin                                                   |
| Gottfried Strasser              | 1854–1912               | Pfarrer und Dichter                                                |
| Jakob Stutz                     | 1801–1877               | Schriftsteller und Volksdichter                                    |
| Alain Claude Sulzer             | 1953                    | Schriftsteller                                                     |
| Franco Supino                   | 1965                    | Schriftsteller                                                     |
| Ida Sury                        | 1911–2004               | Schriftstellerin                                                   |
| Lukas B. Suter                  | 1957                    | Dramatiker                                                         |
| Martin Suter                    | 1948                    | Schriftsteller                                                     |
| Peter Sutermeister              | 1916–2003               | Schriftsteller                                                     |
| Marcus Tatius                   | um 1509–1562            | Humanist, Übersetzer und Poet                                      |
| Rudolf von Tavel                | 1866–1934               | Schriftsteller und Journalist                                      |
| Lisa Tetzner                    | 1894–1963               | Kinderbuchautorin                                                  |
| Michael Theurillat              | 1961                    | Krimiautor                                                         |
| Elisabeth Thommen               | 1888–1960               | Journalistin, Schriftstellerin und Feministin                      |
| Robert Tobler                   | 1937–2019               | Schriftsteller                                                     |
| Salomon Tobler                  | 1794–1878               | Pfarrer und Dichter                                                |
| Barbara Traber                  | 1943                    | Schriftstellerin und Übersetzerin                                  |
| Christine Trüb                  | 1937–2024               | Schriftstellerin und Übersetzerin                                  |
| Fridolin Tschudi                | 1912–1966               | Schriftsteller                                                     |
| Silvia Tschui                   | 1974                    | Schriftstellerin und Journalistin                                  |
| Adrien Turel                    | 1890–1957               | Schriftsteller                                                     |
| Regina Ullmann                  | 1884–1961               | Dichterin und Erzählerin                                           |
| Maria Ulrich                    | 1894–1967               | Arbeiterin und Schriftstellerin                                    |
| Raphael Urweider                | 1974                    | Lyriker                                                            |
| Johann Martin Usteri            | 1763–1827               | Schriftsteller                                                     |
| Aline Valangin                  | 1889–1986               | Schriftstellerin, Pianistin und Psychoanalytikerin                 |
| Thomas Vaucher                  | 1980                    | Schriftsteller, Musiker, Schauspieler und Lehrer                   |
| Aglaja Veteranyi                | 1962–2002               | Schauspielerin und Schriftstellerin                                |
| Florian Vetsch                  | 1960                    | Autor, Essayist, Lyriker und Übersetzer                            |
| Jakob Vetsch                    | 1879–1942               | Mundartforscher und Schriftsteller                                 |
| Christina Viragh                | 1953                    | Schriftstellerin und Übersetzerin                                  |
| Max Voegeli                     | 1921–1985               | Schriftsteller                                                     |
| Magdalena Vogel                 | 1932–2009               | Schriftstellerin                                                   |
| Traugott Vogel                  | 1894–1975               | Schriftsteller, Mundartschriftsteller und Jugendbuchautor          |
| Walter Vogt                     | 1927–1988               | Psychiater und Schriftsteller                                      |
| John F. Vuilleumier             | 1893–1976               | Schriftsteller und Journalist                                      |
| Hans Wahl                       | 1902–1973               | Dichter                                                            |
| Marie Walden                    | 1834–1890               | Pfarrersfrau und Schriftstellerin                                  |
| Ruth Waldstetter                | 1882–1952               | Schriftstellerin und Journalistin                                  |
| Robert Walser                   | 1878–1956               | Schriftsteller                                                     |
| Hans Walter                     | 1912–1992               | Schriftsteller                                                     |
| Otto F. Walter                  | 1928–1994               | Schriftsteller                                                     |
| Silja Walter                    | 1919–2011               | Ordensfrau und Schriftstellerin                                    |
| Sabine Wen-Ching Wang           | 1973                    | Schriftstellerin                                                   |
| Maria Waser                     | 1878–1939               | Schriftstellerin                                                   |
| Peter Weber                     | 1968                    | Schriftsteller                                                     |
| Ulrich Weber                    | 1940–2015               | Journalist und Schriftsteller                                      |
| Peter K. Wehrli                 | 1939                    | Fernsehjournalist und Schriftsteller                               |
| Andrea Weibel                   | 1966                    | Schriftstellerin und Lektorin                                      |
| Jürg Weibel                     | 1944–2006               | Schriftsteller                                                     |
| Lisa Wenger                     | 1858–1941               | Malerin und Kinderbuchautorin                                      |
| Markus Werner                   | 1944–2016               | Schriftsteller                                                     |
| Joseph Victor Widmann           | 1842–1911               | Journalist und Schriftsteller                                      |
| Gisela Widmer                   | 1958                    | Schweizer Prosa- und Theaterautorin, Kolumnistin und Dozentin      |
| Hans Widmer                     | 1947                    | Philologe, Schriftsteller                                          |
| Urs Widmer                      | 1938–2014               | Schriftsteller                                                     |
| Ursula von Wiese                | 1905–2002               | Schauspielerin, Verlagslektorin, Übersetzerin und Schriftstellerin |
| Heinrich Wiesner                | 1925–2019               | Schriftsteller und Lehrer                                          |
| Gertrud Wilker                  | 1924–1984               | Schriftstellerin                                                   |
| Jean Willi                      | 1945                    | Schriftsteller und Künstler                                        |
| Otto Wirz                       | 1877–1946               | Schriftsteller                                                     |
| Laura Wohnlich                  | 1992                    | Schriftstellerin                                                   |
| Adolf Wölfli                    | 1864–1930               | Art-brut-Künstler und Schriftsteller                               |
| Werner Wollenberger             | 1927–1982               | Regisseur und Autor                                                |
| Willi Wottreng                  | 1948                    | Journalist und Schriftsteller                                      |
| Siegfried Wunderlin             | 1858–1931               | Theaterautor und Pädagoge                                          |
| Hedi Wyss                       | 1940                    | Schriftstellerin und Übersetzerin                                  |
| Johann David Wyss               | 1743–1818               | Pfarrer und Schriftsteller                                         |
| Laure Wyss                      | 1913–2002               | Journalistin und Schriftstellerin                                  |
| Ernst Zahn                      | 1867–1952               | Hotelier und Heimatschriftsteller                                  |
| Tom Zai                         | 1965                    | Schriftsteller und Verleger                                        |
| Christian Zehnder               | 1983                    | Schriftsteller und Slawist                                         |
| Katharina Zimmermann            | 1933–2022               | Schriftstellerin                                                   |
| Ueli Zingg                      | 1945                    | Schriftsteller                                                     |
| Albin Zollinger                 | 1895–1941               | Schriftsteller                                                     |
| Emil Zopfi                      | 1943                    | Schriftsteller                                                     |
| Fritz Zorn                      | 1944–1976               | Lehrer und Schriftsteller                                          |
| Roland Zoss                     | 1951                    | Musiker und Schriftsteller                                         |
| Heinrich Zschokke               | 1771–1848               | Schriftsteller und Pädagoge                                        |
| Matthias Zschokke               | 1954                    | Schriftsteller und Filmemacher                                     |
| Manfred Züfle                   | 1936–2007               | Publizist und Schriftsteller                                       |
| Tom Zürcher                     | 1966                    | Schriftsteller und Werbetexter                                     |
| Urs Zürcher                     | 1963                    | Schriftsteller und Historiker                                      |
| Dieter Zwicky                   | 1957                    | Schriftsteller                                                     |

## Autoren der französischen Schweiz
| Name                                 | Geburts- und Sterbejahr | Infos                                                   |
| ------------------------------------ | ----------------------- | ------------------------------------------------------- |
| Jacques Aeschlimann                  | 1908–1975               | Journalist und Schriftsteller                           |
| Jacques-Pierre Amée                  | 1953                    | Schriftsteller und Maler                                |
| Henri-Frédéric Amiel                 | 1821–1881               | Schriftsteller                                          |
| Gisèle Ansorge                       | 1923–1993               | Schriftstellerin                                        |
| Paul(ett)e d’Arx                     | 1939                    | Schriftstellerin                                        |
| Fernand Auberjonois                  | 1910–2004               | Reporter und Schriftsteller                             |
| Raphaël Aubert                       | 1953                    | Schriftsteller und Journalist                           |
| Claude-Inga Barbey                   | 1961                    | Komödiantin und Schriftstellerin                        |
| Étienne Barilier                     | 1947                    | Schriftsteller                                          |
| Albert Béguin                        | 1901–1957               | Schriftsteller, Literaturkritiker und Verleger          |
| Jean-Luc Benoziglio                  | 1941–2013               | Schriftsteller                                          |
| Rafik Ben Salah                      | 1948                    | Lehrer und Schriftsteller                               |
| René Berger                          | 1915–2009               | Kunsthistoriker und Schriftsteller                      |
| Charles Beuchat                      | 1900–1981               | Schriftsteller, Literaturkritiker und Homme de lettres  |
| Hélène Bezençon                      | 1960                    | Schriftstellerin                                        |
| S. Corinna Bille                     | 1912–1979               | Schriftstellerin                                        |
| Pierre Billon                        | 1937                    | Schriftsteller und Drehbuchautor                        |
| Serge Bimpage                        | 1951                    | Journalist und Schriftsteller                           |
| Laurence Boissier                    | 1965–2022               | Schriftstellerin                                        |
| Léon Bopp                            | 1896–1977               | Schriftsteller und Philosoph                            |
| Georges Borgeaud                     | 1914–1998               | Schriftsteller                                          |
| Mousse Boulanger                     | 1926–2023               | Journalistin, Schauspielerin und Schriftstellerin       |
| Nicolas Bouvier                      | 1929–1998               | Reiseschriftsteller                                     |
| Thomas Bouvier                       | 1962                    | Schriftsteller und Musiker                              |
| Jacques-Étienne Bovard               | 1961                    | Schriftsteller und Lehrer                               |
| Anne Brécart                         | 1960                    | Schriftstellerin                                        |
| Jacques Bron                         | 1927–2015               | Schriftsteller                                          |
| Paul Budry                           | 1883–1949               | Journalist und Schriftsteller                           |
| Michel Bühler                        | 1945–2022               | Chansonnier und Schriftsteller                          |
| Emmanuel Buenzod                     | 1893–1971               | Schriftsteller                                          |
| Élisabeth Burnod                     | 1916–1979               | Schriftstellerin                                        |
| Julien Burri                         | 1980                    | Schriftsteller                                          |
| Blaise Cendrars                      | 1887–1961               | Schriftsteller                                          |
| Hélène Champvent                     | 1891–1974               | Schriftstellerin                                        |
| Maurice Chappaz                      | 1916–2009               | Schriftsteller                                          |
| Pierre Chappuis                      | 1930–2020               | Lyriker und Literaturkritiker                           |
| Adolphe Chenevière                   | 1855–1917               | Romancier, Jurist und Essayist                          |
| Jacques Chenevière                   | 1886–1976               | Dichter, Romancier und humanitärer Aktivist beim IKRK   |
| Gaston Cherpillod                    | 1925–2012               | Schriftsteller                                          |
| Jacques Chessex                      | 1934–2009               | Schriftsteller und Lehrer                               |
| Robert Chessex                       | 1904–1987               | Schriftsteller, Radio- und Fernsehproduzent             |
| Charles-Albert Cingria               | 1883–1954               | Schriftsteller                                          |
| Albert Cohen                         | 1895–1981               | Schriftsteller und Dramaturg                            |
| Catherine Colomb                     | 1892–1965               | Schriftstellerin                                        |
| Bernard Comment                      | 1960                    | Schriftsteller und Journalist                           |
| François Conod                       | 1945                    | Schriftsteller und Journalist                           |
| Jeanlouis Cornuz                     | 1922–2007               | Lehrer, Journalist und Schriftsteller                   |
| Odile Cornuz                         | 1979                    | Theater- und Radioautorin                               |
| Nicolas Couchepin                    | 1960                    | Schriftsteller                                          |
| Pierre Courthion                     | 1902–1988               | Schriftsteller und Kunstkritiker                        |
| Edmond-Henri Crisinel                | 1897–1948               | Journalist und Schriftsteller                           |
| Laure Mi Hyun Croset                 | 1973                    | Schriftstellerin                                        |
| Jean-Noël Cuénod                     | 1948                    | Journalist und Schriftsteller                           |
| Anne Cuneo                           | 1936–2015               | Schriftstellerin und Filmregisseurin                    |
| Benoît Damon                         | 1960                    | Schriftsteller                                          |
| Claude Darbellay                     | 1953                    | Schriftsteller                                          |
| François Debluë                      | 1950                    | Schriftsteller und Lehrer                               |
| Henri Debluë                         | 1924–1988               | Schriftsteller                                          |
| Patrick Delachaux                    | 1966–2024               | Polizist und Schriftsteller                             |
| Claude Delarue                       | 1944–2011               | Schriftsteller                                          |
| Suzanne Deriex                       | 1926                    | Schriftstellerin                                        |
| Corinne Desarzens                    | 1952                    | Schriftstellerin                                        |
| Joël Dicker                          | 1985                    | Schriftsteller                                          |
| Sabine Dormond                       | 1967                    | Schriftstellerin und Übersetzerin                       |
| Antoine Dousse                       | 1924–2006               | Schriftsteller                                          |
| John Dubouchet                       | 1937                    | Schriftsteller                                          |
| Julien Dunilac                       | 1923–2015               | Schriftsteller, Direktor des Bundesamts für Kultur      |
| Patrice Duret                        | 1965                    | Schriftsteller                                          |
| André Durussel                       | 1938                    | Schriftsteller                                          |
| Elisa Shua Dusapin                   | 1992                    | Schriftstellerin                                        |
| Jean-François Duval                  | 1947                    | Journalist und Schriftsteller                           |
| Isabelle Eberhardt                   | 1877–1904               | Entdeckerin und Reiseschriftstellerin                   |
| Étienne Eggis                        | 1830–1867               | Schriftsteller und Journalist                           |
| Florian Eglin                        | 1974                    | Schriftsteller                                          |
| Pierre-Laurent Ellenberger           | 1943–2004               | Lehrer und Schriftsteller                               |
| Gabrielle Faure                      | 1917–1996               | Schriftstellerin                                        |
| Guillaume Favre                      | 1979                    | Schriftsteller                                          |
| Isabelle Flükiger                    | 1979                    | Schriftstellerin                                        |
| Anne Fontaine                        | 1908–2004               | Schriftstellerin                                        |
| Jean-Claude Fontanet                 | 1925–2009               | Schriftsteller                                          |
| Bastien Fournier                     | 1981                    | Schriftsteller                                          |
| Alain Freudiger                      | 1977                    | Schriftsteller und Filmkritiker                         |
| Reynald Freudiger                    | 1979                    | Schriftsteller                                          |
| Vittorio Frigerio                    | 1958                    | Schriftsteller und Hochschullehrer                      |
| Baptiste Gaillard                    | 1982                    | Künstler und Schriftsteller                             |
| Bertil Galland                       | 1931                    | Schriftsteller                                          |
| Émile Gardaz                         | 1931–2007               | Radiomacher und Schriftsteller                          |
| Valérie de Gasparin                  | 1813–1894               | Schriftstellerin                                        |
| Francine-Charlotte Gehri             | 1923–2022               | Schriftstellerin                                        |
| Isabelle de Gélieu                   | 1779–1834               | Schriftstellerin und „Femme de lettres“                 |
| Claire Genoux                        | 1971                    | Schriftstellerin                                        |
| Francis Giauque                      | 1934–1965               | Schriftsteller, „poète maudit“                          |
| Edmond Gilliard                      | 1875–1969               | Schriftsteller und Literaturkritiker                    |
| Vahé Godel                           | 1931                    | Schriftsteller                                          |
| Philippe Godet                       | 1850–1922               | Dichter und Literarhistoriker                           |
| Michel Goeldlin                      | 1934–2012               | Schriftsteller                                          |
| Anne-Lise Grobéty                    | 1949–2010               | Journalistin und Schriftstellerin                       |
| André Guex                           | 1904–1988               | Reiseschriftsteller                                     |
| Jean-François Haas                   | 1952                    | Schriftsteller                                          |
| Georges Haldas                       | 1917–2010               | Schriftsteller                                          |
| Markus Hediger                       | 1959                    | Schriftsteller und Übersetzer                           |
| Alice Heinzelmann                    | 1925–1999               | Schriftstellerin                                        |
| Jean Hercourt                        | 1912–1965               | Schriftsteller                                          |
| Jeanne Hersch                        | 1910–2000               | Philosophin und Romanautorin                            |
| Blaise Hofmann                       | 1978                    | Schriftsteller                                          |
| Claudine Houriet                     | 1944                    | Lehrerin und Schriftstellerin                           |
| Oscar Huguenin                       | 1842–1903               | Schriftsteller                                          |
| Joseph Incardona                     | 1969                    | Schriftsteller                                          |
| Philippe Jaccottet                   | 1925–2021               | Schriftsteller                                          |
| Franck Jotterand                     | 1923–2000               | Journalist und Schriftsteller                           |
| Jean-Michel Junod                    | 1916–2010               | Chirurg und Schriftsteller                              |
| André Klopmann                       | 1961                    | Schriftsteller                                          |
| Claire Krähenbühl                    | 1942                    | Schriftstellerin                                        |
| Ágota Kristóf                        | 1935–2011               | Schriftstellerin                                        |
| Jean-Louis Kuffer                    | 1947                    | Schriftsteller, Literaturkritiker und Journalist        |
| Mireille Kuttel                      | 1928–2018               | Journalistin und Schriftstellerin                       |
| Pierre Yves Lador                    | 1942                    | Bibliothekar und Schriftsteller                         |
| Monique Laederach                    | 1938–2004               | Schriftstellerin                                        |
| Philippe Lamon                       | 1978                    | Schriftsteller                                          |
| Charles-François Landry              | 1909–1973               | Schriftsteller                                          |
| Yves Laplace                         | 1958                    | Schriftsteller                                          |
| Michel Layaz                         | 1963                    | Schriftsteller                                          |
| Roger Lewinter                       | 1941                    | Schriftsteller und Übersetzer                           |
| Horia Liman                          | 1912–2002               | Journalist und Schriftsteller                           |
| Jean-Georges Lossier                 | 1911–2004               | Schriftsteller                                          |
| Jean-Marc Lovay                      | 1948                    | Schriftsteller                                          |
| Catherine Lovey                      | 1967                    | Journalistin und Schriftstellerin                       |
| Daniel Maggetti                      | 1961                    | Schriftsteller und Literaturwissenschaftler             |
| Martine Magnaridès                   | 1936                    | Schriftstellerin und Übersetzerin                       |
| Ella Maillart                        | 1903–1997               | Reiseschriftstellerin                                   |
| Alexis Maridor                       | 1848–1909               | Journalist und Schriftsteller                           |
| Jean-Georges Martin                  | 1902–1989               | Schriftsteller                                          |
| Vio Martin                           | 1906–1986               | Journalistin und Schriftstellerin                       |
| Janine Massard                       | 1939                    | Schriftstellerin                                        |
| Pierre-Louis Matthey                 | 1893–1970               | Dichter                                                 |
| Olivier May                          | 1957                    | Schriftsteller                                          |
| Matthieu Mégevand                    | 1983                    | Schriftsteller                                          |
| Jérôme Meizoz                        | 1967                    | Schriftsteller                                          |
| Jacques Mercanton                    | 1910–1996               | Schriftsteller                                          |
| Maurice Métral                       | 1929–2001               | Schriftsteller                                          |
| Alphonse Mex                         | 1888–1980               | Schriftsteller                                          |
| Pierrette Micheloud                  | 1920–2007               | Malerin und Schriftstellerin                            |
| Jon Monnard                          | 1989                    | Schriftsteller                                          |
| Jean-Pierre Monnier                  | 1921–1997               | Lehrer und Schriftsteller                               |
| Marc Monnier                         | 1829–1885               | Schriftsteller und Literaturwissenschaftler             |
| Eric de Montmollin                   | 1907–2011               | Journalist und Schriftsteller                           |
| Isabelle de Montolieu                | 1751–1832               | Dichterin und Übersetzerin                              |
| René Morax                           | 1873–1963               | Theaterautor                                            |
| Patrick Moser                        | 1969                    | Schriftsteller und Übersetzer                           |
| Denise Mützenberg                    | 1942                    | Schriftstellerin und Verlegerin                         |
| Daniel Odier (Ps. Delacorta)         | 1945                    | Schriftsteller und Tantra-Lehrer                        |
| Cilette Ofaire (eig. Cécile Houriet) | 1891–1964               | Schriftstellerin und Kapitänin                          |
| Jean-Michel Olivier                  | 1952                    | Schriftsteller                                          |
| Juste Olivier                        | 1807–1876               | Schriftsteller                                          |
| André Ourednik                       | 1978                    | Schriftsteller                                          |
| Rose-Marie Pagnard                   | 1943                    | Schriftstellerin                                        |
| Isaac Pante                          | 1981                    | Schriftsteller                                          |
| Adrien Pasquali                      | 1958–1999               | Schriftsteller, Literaturwissenschaftler und Übersetzer |
| Pericle Patocchi                     | 1911–1968               | Schriftsteller und Lehrer                               |
| Jean-Paul Pellaton                   | 1920–2000               | Lehrer und Schriftsteller                               |
| Anne Perrier                         | 1922–2017               | Schriftstellerin                                        |
| Liliane Perrin                       | 1940–1995               | Journalistin und Schriftstellerin                       |
| Henri Perrochon                      | 1899–1990               | Schriftsteller                                          |
| Michaël Perruchoud                   | 1974                    | Schriftsteller und Sänger                               |
| André Péry                           | 1921–2008               | Pfarrer und Schriftsteller                              |
| Lorenzo Pestelli                     | 1935–1977               | Schriftsteller                                          |
| Wildy Petoud                         | 1957                    | Schriftstellerin                                        |
| René-Louis Piachaud                  | 1896–1941               | Schriftsteller und Literaturkritiker                    |
| Edmond Pidoux                        | 1908–2004               | Schriftsteller                                          |
| Gil Pidoux                           | 1938                    | Schriftsteller und Maler                                |
| Robert Pinget                        | 1919–1997               | Schriftsteller                                          |
| Georges Piroué                       | 1920–2005               | Schriftsteller                                          |
| Amélie Plume                         | 1943                    | Malerin und Schriftstellerin                            |
| Marius Daniel Popescu                | 1963                    | Schriftsteller                                          |
| Guy de Pourtalès                     | 1881–1941               | Schriftsteller                                          |
| Willy-André Prestre                  | 1895–1980               | Ingenieur, Abenteurer und Schriftsteller                |
| Jacques Probst                       | 1951                    | Dramatiker und Regisseur                                |
| Charles Racine                       | 1927–1995               | Schriftsteller                                          |
| Philippe Rahmy                       | 1965–2017               | Schriftsteller                                          |
| Ferenc Rákóczy                       | 1967                    | Schriftsteller                                          |
| Mikhaïl W. Ramseier                  | 1964                    | Journalist und Schriftsteller                           |
| Charles Ferdinand Ramuz              | 1878–1947               | Schriftsteller                                          |
| Grisélidis Réal                      | 1929–2005               | Schriftstellerin und Prostituierte                      |
| Werner Renfer                        | 1898–1936               | Schriftsteller                                          |
| Noëlle Revaz                         | 1968                    | Schriftstellerin                                        |
| Gustave Revilliod                    | 1817–1890               | Schriftsteller, Übersetzer und Verleger                 |
| Gonzague de Reynold                  | 1880–1970               | Schriftsteller und Literaturprofessor                   |
| Albert Rheinwald                     | 1882–1966               | Schriftsteller und Kunstkritiker                        |
| Alice Rivaz                          | 1901–1998               | Schriftstellerin                                        |
| Alain Rochat                         | 1961                    | Schriftsteller und Verleger                             |
| Anne-Frédérique Rochat               | 1977                    | Schauspielerin und Schriftstellerin                     |
| Jean-Pierre Rochat                   | 1953                    | Bauer und Schriftsteller                                |
| Edouard Rod                          | 1857–1910               | Schriftsteller                                          |
| Jean Romain                          | 1952                    | Schriftsteller und Politiker                            |
| Virgile Rossel                       | 1858–1933               | Jurist, Politiker und Autor                             |
| Gustave Roud                         | 1897–1976               | Schriftsteller und Übersetzer                           |
| Denis de Rougemont                   | 1906–1985               | Schriftsteller                                          |
| François Rouiller                    | 1956                    | Apotheker und Schriftsteller                            |
| Daniel de Roulet                     | 1944                    | Schriftsteller                                          |
| Jean-Jacques Rousseau                | 1712–1778               | Philosophischer Schriftsteller                          |
| Antoinette Rychner                   | 1979                    | Schriftstellerin                                        |
| Catherine Safonoff                   | 1939                    | Schriftstellerin                                        |
| Monique Saint-Hélier                 | 1895–1955               | Schriftstellerin                                        |
| Gemma Salem                          | 1943–2020               | Schriftstellerin                                        |
| Maurice-Yves Sandoz                  | 1892–1958               | Schriftsteller                                          |
| Léon Savary                          | 1895–1968               | Schriftsteller und Journalist                           |
| Jean-Pierre Schlunegger              | 1925–1964               | Schriftsteller und Lehrer                               |
| Laurent Schweizer                    | 1967                    | Schriftsteller                                          |
| Olivier Sillig                       | 1951                    | Maler und Schriftsteller                                |
| Anne-Marie Simond                    | 1941                    | Künstlerin und Schriftstellerin                         |
| Daniel Simond                        | 1904–1973               | Schriftsteller                                          |
| Jean-François Sonnay                 | 1954                    | Schriftsteller                                          |
| Henry Spiess                         | 1876–1940               | Dichter                                                 |
| Madame de Staël                      | 1766–1817               | Schriftstellerin                                        |
| Marielle Stamm                       | 1945                    | Journalistin und Schriftstellerin                       |
| Anne-Lou Steininger                  | 1963                    | Schriftstellerin                                        |
| Laurence Suhner                      | 1966                    | Schriftstellerin                                        |
| Pierre-Alain Tâche                   | 1940                    | Schriftsteller                                          |
| José-Flore Tappy                     | 1954                    | Schriftstellerin und Philologin                         |
| Paul Thierrin                        | 1923–1993               | Lehrer und Schriftsteller                               |
| William Thomi                        | 1898–1950               | Schriftsteller                                          |
| Anne-Lise Thurler                    | 1960–2008               | Schriftstellerin                                        |
| Rodolphe Töpffer                     | 1799–1846               | Zeichner und Novellist                                  |
| Robert de Traz                       | 1884–1951               | Schriftsteller                                          |
| Gilbert Trolliet                     | 1907–1980               | Schriftsteller                                          |
| Raymond Tschumi                      | 1924–2015               | Schriftsteller und Hochschullehrer                      |
| Marie-Jeanne Urech                   | 1976                    | Schriftstellerin                                        |
| Henry Vallotton                      | 1891–1971               | Schriftsteller, Politiker und Diplomat                  |
| Jean-Pierre Vallotton                | 1955                    | Schriftsteller                                          |
| Yves Velan                           | 1925–2017               | Schriftsteller                                          |
| Nicolas Verdan                       | 1971                    | Schriftsteller und Journalist                           |
| Auguste Viatte                       | 1901–1993               | Schriftsteller und Hochschullehrer                      |
| Jean Villard (dit Gilles)            | 1895–1982               | Schauspieler, Komponist und Dichter                     |
| Jean Violette                        | 1876–1964               | Schriftsteller                                          |
| Pierre Voélin                        | 1949                    | Schriftsteller                                          |
| Alexandre Voisard                    | 1930–2024               | Schriftsteller und Politiker                            |
| Marc Voltenauer                      | 1973                    | Krimiautor                                              |
| Jean-Bernard Vuillème                | 1950                    | Schriftsteller und Journalist                           |
| Jean Vuilleumier                     | 1934–2012               | Schriftsteller und Journalist                           |
| Pierre-Olivier Walzer                | 1915–2000               | Schriftsteller und Philologe                            |
| Frédéric Wandelère                   | 1949                    | Schriftsteller                                          |
| Myrian Weber-Perret                  | 1922–1985               | Journalistin und Schriftstellerin                       |
| Walter Weideli                       | 1927–2020               | Übersetzer und Schriftsteller                           |
| Alfred Wild                          | 1899–1976               | Lehrer und Schriftsteller                               |
| Maurice Zermatten                    | 1910–2001               | Schriftsteller                                          |
| Yvette Z’Graggen                     | 1920–2012               | Schriftstellerin und Übersetzerin                       |
| Dominique Ziegler                    | 1970                    | Schriftsteller und Dramaturg                            |

## Autoren der italienischen Schweiz
| Name                       | Geburts- und Sterbejahr | Infos                                              |
| -------------------------- | ----------------------- | -------------------------------------------------- |
| Mario Agliati              | 1922–2011               | Lehrer und Schriftsteller                          |
| Franco Beltrametti         | 1937–1995               | Architekt, Maler und Schriftsteller                |
| Yari Bernasconi            | 1982                    | Schriftsteller                                     |
| Donata Berra               | 1947                    | Schriftstellerin und Dozentin                      |
| Dante Bertolini            | 1911–1998               | Schriftsteller                                     |
| Giovanni Bianconi          | 1891–1981               | Künstler, Heimatforscher und Dichter               |
| Piero Bianconi             | 1899–1984               | Kunsthistoriker, Übersetzer und Schriftsteller     |
| Giuseppe Biscossa          | 1920–1995               | Journalist und Schriftsteller                      |
| Giovanni Bonalumi          | 1920–2002               | Schriftsteller, Übersetzer und Literaturhistoriker |
| Aurelio Buletti            | 1946–2023               | Schriftsteller                                     |
| Antonio Caccia der Ältere  | 1806–1875               | Schriftsteller                                     |
| Antonio Caccia der Jüngere | 1829–1893               | Schriftsteller                                     |
| Guido Calgari              | 1905–1969               | Historiker und Schriftsteller                      |
| Angelo Casè                | 1936–2005               | Lehrer und Schriftsteller                          |
| Francesco Chiesa           | 1871–1973               | Lehrer und Schriftsteller                          |
| Pietro De Marchi           | 1958                    | Schriftsteller                                     |
| Andrea Fazioli             | 1978                    | Schriftsteller                                     |
| Anna Felder                | 1937–2023               | Lehrerin und Schriftstellerin                      |
| Doris Femminis             | 1972                    | Schriftstellerin                                   |
| Felice Filippini           | 1917–1988               | Maler und Schriftsteller                           |
| Vittorio Frigerio          | 1958                    | Romanist und Schriftsteller                        |
| Carlo Antonio Gianinazzi   | 1936–2014               | Journalist und Schriftsteller                      |
| Fernando Grignola          | 1932–2022               | Journalist und Schriftsteller                      |
| Federico Hindermann        | 1921–2012               | Schriftsteller, Übersetzer und Herausgeber         |
| Gilberto Isella            | 1943                    | Schriftsteller, Literaturkritiker und Übersetzer   |
| Fleur Jaeggy               | 1940                    | Schriftstellerin                                   |
| Silvana Lattmann           | 1918–2023               | Schriftstellerin                                   |
| Pierre Lepori              | 1968                    | Schriftsteller                                     |
| Leopoldo Lonati            | 1960                    | Schriftsteller                                     |
| Daniel Maggetti            | 1961                    | Literaturwissenschaftler und Schriftsteller        |
| Plinio Martini             | 1923–1979               | Schriftsteller                                     |
| Grytzko Mascioni           | 1936–2003               | Schriftsteller                                     |
| Alberto Nessi              | 1940                    | Schriftsteller                                     |
| Giorgio Orelli             | 1921–2013               | Schriftsteller                                     |
| Giovanni Orelli            | 1928–2016               | Schriftsteller                                     |
| Fabio Pusterla             | 1957                    | Lehrer, Übersetzer und Schriftsteller              |
| Antonio Rossi              | 1952                    | Lehrer und Schriftsteller                          |
| Piero Scanziani            | 1908–2003               | Schriftsteller                                     |
| Giuseppe Zoppi             | 1896–1952               | Schriftsteller                                     |

## Autoren der rätoromanischen Schweiz
| Name                  | Geburts- und Sterbejahr | Infos                                                                                 |
| --------------------- | ----------------------- | ------------------------------------------------------------------------------------- |
| Dumenic Andry         | 1960                    | Romanist und Schriftsteller (Vallader, Rumantsch Grischun)                            |
| Flurina Badel         | 1983                    | Künstlerin und Schriftstellerin (Deutsch, Vallader)                                   |
| Linard Bardill        | 1956                    | Liedermacher, Kabarettist und Kinderbuchautor (Deutsch, Vallader, Rumantsch Grischun) |
| Clo Duri Bezzola      | 1945–2004               | Schriftsteller (Deutsch, Vallader)                                                    |
| Cla Biert             | 1920–1981               | Schriftsteller (Vallader)                                                             |
| Gion Antoni Bühler    | 1825–1897               | Lehrer und Schriftsteller (Sursilvan, Romontsch fusionau)                             |
| Gion Cadieli          | 1876–1952               | Pfarrer und Schriftsteller (Sursilvan)                                                |
| Gianna Olinda Cadonau | 1983                    | Schriftstellerin (Rumantsch Grischun)                                                 |
| Reto Caratsch         | 1901–1978               | Journalist und Schriftsteller                                                         |
| Maurus Carnot         | 1865–1935               | Lehrer und Schriftsteller                                                             |
| Selina Chönz          | 1910–2000               | Schriftstellerin (Deutsch, Puter)                                                     |
| Gian Gianett Cloetta  | 1874–1965               | Lehrer und Schriftsteller (Bargunsegner, Puter, Vallader)                             |
| Flurin Darms          | 1918–2009               | Pfarrer und Schriftsteller (Sursilvan)                                                |
| Gion Deplazes         | 1918–2015               | Schriftsteller (Sursilvan)                                                            |
| Ursicin G. G. Derungs | 1935–2024               | Theologe und Schriftsteller                                                           |
| Luisa Famos           | 1930–1974               | Lehrerin und Lyrikerin (Vallader)                                                     |
| Conradin Flugi        | 1787–1874               | Lyriker (Puter)                                                                       |
| Gian Fontana          | 1897–1935               | Lehrer und Schriftsteller (Deutsch, Sursilvan)                                        |
| Romana Ganzoni        | 1967                    | Schriftstellerin (Deutsch, Puter)                                                     |
| Jon Guidon            | 1892–1966               | Förster und Schriftsteller                                                            |
| Vic Hendry            | 1920–2014               | Schriftsteller (Sursilvan)                                                            |
| Göri Klainguti        | 1945                    | Schriftsteller (Puter)                                                                |
| Peider Lansel         | 1863–1943               | Schriftsteller und Sprachkämpfer                                                      |
| Alexander Lozza       | 1880–1953               | Schriftsteller (Surmiran)                                                             |
| Curo Mani             | 1918–1997               | Lehrer und Schriftsteller (Sutsilvan)                                                 |
| Giovannes Mathis      | 1824–1912               | Schriftsteller (Puter, Vallader)                                                      |
| Giacun Hasper Muoth   | 1844–1906               | Lehrer und Dichter (Sursilvan)                                                        |
| Tista Murk            | 1915–1992               | Schriftsteller (Puter, Jauer)                                                         |
| Jon Nuotclà           | 1934–2017               | Schriftsteller (Vallader, Deutsch)                                                    |
| Angelika Overath      | 1957                    | Schriftstellerin (Deutsch, Vallader)                                                  |
| Andri Peer            | 1921–1985               | Lehrer und Schriftsteller (Vallader, Deutsch)                                         |
| Oscar Peer            | 1928–2013               | Schriftsteller und Philologe (Vallader, Deutsch)                                      |
| Armon Planta          | 1917–1986               | Schriftsteller und Übersetzer (Vallader)                                              |
| Rut Plouda-Stecher    | 1948                    | Schriftstellerin (Vallader)                                                           |
| Balser Puorger        | 1864–1943               | Lehrer und Schriftsteller (Vallader)                                                  |
| Men Rauch             | 1888–1958               | Publizist und Schriftsteller (Vallader)                                               |
| Tresa Rüthers-Seeli   | 1931                    | Lyrikerin (Sursilvan)                                                                 |
| Jon Semadeni          | 1910–1981               | Schriftsteller (Vallader)                                                             |
| Leta Semadeni         | 1944                    | Schriftstellerin (Vallader, Deutsch)                                                  |
| Pia Solèr             | 1971                    | Alphirtin und Schriftstellerin                                                        |
| Gion Not Spegnas      | 1888–1971               | Lyriker und Dramatiker                                                                |
| Flurin Spescha        | 1958–2000               | Schriftsteller und Publizist (Rumantsch Grischun)                                     |
| Hendri Spescha        | 1928–1982               | Lehrer und Schriftsteller                                                             |
| Victor Stupan         | 1907–2002               | Schriftsteller (Vallader)                                                             |
| Leo Tuor              | 1959                    | Alphirt und Schriftsteller (Sursilvan)                                                |
| Angiolina Vonmoos     | 1862–1955               | Dichterin (Vallader)                                                                  |